# Copa de España de fútbol sala femenino 2005
La Copa S.M. de la Reina de Fútbol Sala Femenino de 2005 tuvo lugar desde el 11 hasta el 13 de febrero en Telde (Canarias). Fue la undécima edición de este campeonato español.
La disputaron los ocho primeros clasificados de Primera División al término de la primera vuelta.

## Participantes
- Femesala Elche
- Futsi Navalcarnero
- Kettal Fuenlabrada
- UCAM Murcia
- CD Ourense
- Soto del Real
- Teldeportivo
- Zaragoza 2002

## Organización

### Sede
El torneo se disputó en la ciudad de Telde, en el Pabellón Rita Hernández.

## Resultados
|  | Cuartos de final   | Cuartos de final   | Cuartos de final |                |                    | Semifinales        | Semifinales | Semifinales |  |             | Final       | Final | Final |  |
|  |                    |                    |                  |                |                    |                    |             |             |  |             |             |       |       |  |
|  |                    |                    |                  |                |                    |                    |             |             |  |             |             |       |       |  |
|  | UCAM Murcia        | UCAM Murcia        | 7                |                |                    |                    |             |             |  |             |             |       |       |  |
|  | UCAM Murcia        | UCAM Murcia        | 7                |                |                    |                    |             |             |  |             |             |       |       |  |
|  | Kettal Fuenlabrada | Kettal Fuenlabrada | 5                |                |                    |                    |             |             |  |             |             |       |       |  |
|  | Kettal Fuenlabrada | Kettal Fuenlabrada | 5                |                | UCAM Murcia        | UCAM Murcia        | 4           |             |  |             |             |       |       |  |
|  |                    |                    |                  |                | UCAM Murcia        | UCAM Murcia        | 4           |             |  |             |             |       |       |  |
|  |                    |                    | Femesala Elche   | Femesala Elche | 3                  |                    |             |             |  |             |             |       |       |  |
|  | Femesala Elche     | Femesala Elche     | Femesala Elche   | Femesala Elche | 3                  | 5                  |             |             |  |             |             |       |       |  |
|  | Femesala Elche     | Femesala Elche     |                  |                |                    |                    |             |             |  |             |             |       |       |  |
|  | Soto del Real      | Soto del Real      | 2                |                |                    |                    |             |             |  |             |             |       |       |  |
|  | Soto del Real      | Soto del Real      | 2                |                |                    |                    |             |             |  | UCAM Murcia | UCAM Murcia | 4     |       |  |
|  |                    |                    |                  |                |                    |                    |             |             |  | UCAM Murcia | UCAM Murcia | 4     |       |  |
|  |                    |                    | Teldeportivo     | Teldeportivo   | 2                  |                    |             |             |  |             |             |       |       |  |
|  | Futsi Navalcarnero | Futsi Navalcarnero | Teldeportivo     | Teldeportivo   | 2                  | 6                  |             |             |  |             |             |       |       |  |
|  | Futsi Navalcarnero | Futsi Navalcarnero |                  |                |                    |                    |             |             |  |             |             |       |       |  |
|  | Zaragoza 2002      | Zaragoza 2002      | 3                |                |                    |                    |             |             |  |             |             |       |       |  |
|  | Zaragoza 2002      | Zaragoza 2002      | 3                |                | Futsi Navalcarnero | Futsi Navalcarnero | 3           |             |  |             |             |       |       |  |
|  |                    |                    |                  |                | Futsi Navalcarnero | Futsi Navalcarnero | 3           |             |  |             |             |       |       |  |
|  |                    |                    | Teldeportivo     | Teldeportivo   | 4                  |                    |             |             |  |             |             |       |       |  |
|  | Teldeportivo       | Teldeportivo       | Teldeportivo     | Teldeportivo   | 4                  | 3                  |             |             |  |             |             |       |       |  |
|  | Teldeportivo       | Teldeportivo       |                  |                |                    |                    |             |             |  |             |             |       |       |  |
|  | CD Ourense         | CD Ourense         | 2                |                |                    |                    |             |             |  |             |             |       |       |  |
|  | CD Ourense         | CD Ourense         | 2                |                |                    |                    |             |             |  |             |             |       |       |  |
|  |                    |                    |                  |                |                    |                    |             |             |  |             |             |       |       |  |

### Cuartos

#### Ucam Murcia - Fuenlabrada
| 11 de febrero de 2005, 12:00 (UTC+0) | UCAM Murcia                                                     | 7:5 (3:1) | Kettal Fuenlabrada                           | Rita Hernández, Telde                                               |                                                                     |
|                                      | Sofía 5' 11' 28' · Fátima 7' · Mónica 27' · Sacra 32' · Ana 39' | Reporte   | Natalia 18' 38' 39' · Lorena 22' · Anita 39' | Asistencia: 100 espectadores Árbitro(s): Vicente Díaz Carlos Molina | Asistencia: 100 espectadores Árbitro(s): Vicente Díaz Carlos Molina |

#### Femesala Elche - Soto del Real
| 11 de febrero de 2005, 16:00 (UTC+0) | Femesala Elche                                                           | 5:2 (3:2) | Soto del Real          | Rita Hernández, Telde                                                   |                                                                         |
|                                      | Maravillas 12' · Txitxo 16' · Vanesa 18' · Beatriz 21' · Mari Carmen 12' | Reporte   | Pitu 8' · Marisa 15' · | Asistencia: 150 espectadores Árbitro(s): Antonio Mendoza Rafael Perdomo | Asistencia: 150 espectadores Árbitro(s): Antonio Mendoza Rafael Perdomo |

#### Futsi Navalcarnero - Zaragoza
| 11 de febrero de 2005, 18:00 (UTC+0) | Futsi Navalcarnero                                | 6:3 (2:0) | Zaragoza 2002                      | Rita Hernández, Telde                                                           |                                                                                 |
|                                      | Pitu 6' 38' · Clara 11' 32' · Eva Manguán 22' 25' | Reporte   | Jessi 23' · Raquel 35' · Pilar 39' | Asistencia: 200 espectadores Árbitro(s): Fernando Rodríguez José Ramos González | Asistencia: 200 espectadores Árbitro(s): Fernando Rodríguez José Ramos González |

#### Teldeportivo - Ourense
| 11 de febrero de 2005, 20:00 (UTC+0) | Teldeportivo               | 3:2 (0:0) (t. s.) | CD Ourense                  | Rita Hernández, Telde                                           |                                                                 |
|                                      | Margot 31' · Delia 39' 41' | Reporte           | Yenis 31' · María Otero 39' | Asistencia: 400 espectadores Árbitro(s): Del Pozo López Jiménez | Asistencia: 400 espectadores Árbitro(s): Del Pozo López Jiménez |

### Semifinales

#### Ucam Murcia - Femesala Elche
| 12 de febrero de 2005, 18:00 (UTC+0) | UCAM Murcia                           | 4:3 (3:2) | Femesala Elche               | Rita Hernández, Telde                                           |                                                                 |
|                                      | Mónica 2' 16' · Fátima 3' · Sofía 28' | Reporte   | Fátima 10' 11' · Vanessa 36' | Asistencia: 300 espectadores Árbitro(s): Del Pozo López Jiménez | Asistencia: 300 espectadores Árbitro(s): Del Pozo López Jiménez |

#### Futsi Navalcarnero - Teldeportivo
| 12 de febrero de 2005, 20:00 (UTC+0) | Futsi Navalcarnero                | 3:4 (2:2) | Teldeportivo                           | Rita Hernández, Telde                                                   |                                                                         |
|                                      | Fabi 15' 19' · Patri Chamorro 39' | Reporte   | Yaiza 5' 32' · Mónica 10' · Margot 39' | Asistencia: 800 espectadores Árbitro(s): Antonio Mendoza Rafael Perdomo | Asistencia: 800 espectadores Árbitro(s): Antonio Mendoza Rafael Perdomo |

### Final
| -           | Bandera de España | Sonia             |  |
| -           | Bandera de España | Yolanda           |  |
| -           | Bandera de España | Mónica            |  |
| -           | Bandera de España | Fátima            |  |
| -           | Bandera de España | Sofía             |  |
| Entrenador: | Entrenador:       | Joaquín Peñaranda |  |

| -           | Bandera de España | Sara         |  |
| -           | Bandera de España | Yaiza        |  |
| -           | Bandera de España | Delia        |  |
| -           | Bandera de España | Margot       |  |
| -           | Bandera de España | Isa          |  |
| Entrenador: | Entrenador:       | Vicente Vega |  |

| - | Bandera de España | Negri |  |
| - | Bandera de España | Irene |  |
| - | Bandera de España | Ana   |  |

| - | Bandera de España | María  |  |
| - | Bandera de España | Menchu |  |
| - | Bandera de España | Laura  |  |
| - | Bandera de España | Mónica |  |

| Anotado           | 18' | Sofía  | 1-0 |
| Anotado · Autogol | 28' | Menchu | 2-1 |
| Anotado           | 33' | Mónica | 3-2 |
| Anotado           | 36' | Sofía  | 4-2 |

| Anotado | 23' | Margot | 1-1 |
| Anotado | 32' | Yaiza  | 2-2 |

| Amonestado |  | Sofía  |  |
| Amonestado |  | Fátima |  |

| Amonestado |  | Sara         |  |
| Amonestado |  | Vicente Vega |  |

| -           | Bandera de España | Sonia             |  |
| -           | Bandera de España | Yolanda           |  |
| -           | Bandera de España | Mónica            |  |
| -           | Bandera de España | Fátima            |  |
| -           | Bandera de España | Sofía             |  |
| Entrenador: | Entrenador:       | Joaquín Peñaranda |  |

| -           | Bandera de España | Sara         |  |
| -           | Bandera de España | Yaiza        |  |
| -           | Bandera de España | Delia        |  |
| -           | Bandera de España | Margot       |  |
| -           | Bandera de España | Isa          |  |
| Entrenador: | Entrenador:       | Vicente Vega |  |

| - | Bandera de España | Negri |  |
| - | Bandera de España | Irene |  |
| - | Bandera de España | Ana   |  |

| - | Bandera de España | María  |  |
| - | Bandera de España | Menchu |  |
| - | Bandera de España | Laura  |  |
| - | Bandera de España | Mónica |  |

| Anotado           | 18' | Sofía  | 1-0 |
| Anotado · Autogol | 28' | Menchu | 2-1 |
| Anotado           | 33' | Mónica | 3-2 |
| Anotado           | 36' | Sofía  | 4-2 |

| Anotado | 23' | Margot | 1-1 |
| Anotado | 32' | Yaiza  | 2-2 |

| Amonestado |  | Sofía  |  |
| Amonestado |  | Fátima |  |

| Amonestado |  | Sara         |  |
| Amonestado |  | Vicente Vega |  |

|                                |
| Campeón UCAM Murcia 3.º título |

## Estadísticas

### Tabla de goleadoras
| Puesto                                       | Jugadora       | Equipo             | Goles |
| -------------------------------------------- | -------------- | ------------------ | ----- |
| 1                                            | Sofía Candela  | Ucam Murcia        | 6     |
| 2                                            | Mónica Gracia  | Ucam Murcia        | 4     |
| 3                                            | Bea Martín     | Femesala Elche     | 3     |
| 3                                            | Natalia Flores | Kettal Fuenlabrada | 3     |
| 3                                            | Margot         | Teldeportivo       | 3     |
| 3                                            | Yaiza          | Teldeportivo       | 3     |
| Última actualización: 13 de febrero de 2005. |                |                    |       |